# دمونويد
دمونيد (بالإنجليزية: Demonoid)‏ هو موقع ويب وتراكر بت تورنت تأسَّس عام 2003 لتسهيل المناقشة المتعلقة بمشاركة الملفات وتوفير فهرس يُمكن البحث فيهِ عن ملفات التورنت. عانى الموقع منذُ تأسيسه من عدّة أعطالٍ بسبب الحاجة العَرَضية إلى نقل الخوادم والناجمة عمومًا عن الضغط السياسي المحلي. أعلنت تقاريرٌ صحفيّةٌ عن وفاة ديموس – مؤسِّس الموقع – في آب/أغسطس 2018، ثمّ أُغلق الموقع كليًا في السابع عشر من أيلول/سبتمبر 2018، قبل أن يُطلق العاملون في الموقع في تمّوز/يوليو 2019 نسخة جديدة من الموقع لإحياء المشروع.

## الميزات والسياسات
يتميّزُ موقع دمونيد بخدمة آر إس إس وهي الخدمة التي ساعدت في تتبع ملفات التورنت وباقي فئاتها ثمّ تقديمها للزوار والمستخدمين. كان الموقع يتتبَّعُ نسب الرفع/التحميل للمستخدمين وباستثناء سنواتهِ الأولى فالموقع لم يتخذ أي إجراءٍ ضد المستخدمين الذين يُحمِّلون أكثر مما يرفعون. يحظرُ الموقع أيضًا تداول روابط تورنت تحتوي على مواد إباحية أو برمجيّات خبيثة. يتميَّزُ الموقع بالإضافةِ إلى المنتديات بقناة بروتوكول الدردشة عبر الإنترنت (آي آر سي) وهي القناةُ التي تدعم المناقشة بين المستخدمين.

## التاريخ
تأسَّسَ موقع دمونيد في الواحد والعشرين من نيسان/أبريل 2003 من قِبل إنترنتيّ مكسيكي معروف باسمهِ المستعار ديموس. عملَ الموقع في البداية كمتتبع خاصّ لروابط التورنت مع أنه أصبحَ عامًا في فتراتٍ متقطّعة. بدأ الموقع في اكتسابِ شهرة كبيرةٍ مع بداية القرن الواحد والعشرين حيثُ استقطبَ العديد من الزوار فأصبحَ واحدًا من أكبر المواقع المتتبعة لروابط التورنت جنبًا إلى جنبٍ مع موقع ذا بايرت بي، وهو ما أدى في الوقت نفسهِ إلى زيادة التهديدات القانونية من مالكي حقوق نشر وتوزيع الملفات التي تُتَداول عبر الموقع أو يُسهّل الوصول إليها على الأقل.
استقالَ ديموس في العاشر من نيسان/أبريل 2008 من منصبهِ كمسؤولٍ أولٍ عن موقع دمونويد متعلّلًا بعددٍ من الأسباب بما في ذلك «إلهاء الموقع لمالكه عن باقي قضايا العالم»، كما ذكر ديموس أنه سلَّمَ زمام الأمور إلى مسؤول جديد هو صديق مقرب له ويثقُ به تمامًا ولديه المعرفة والوقت لرعاية الموقع. عاد الموقع للعمل بعد أيامٍ قليلةٍ من استقالة ديموس حيثُ استمرَّ بشكلٍ تدريجيّ في تتبع وتعقب روابط التورنت وتوفيرها للمستخدمين والزوار، قبل أن يُرسل الموقع في السادس عشر من نيسان/أبريل 2008 رسالة عامّة على البُرد الإلكترونيّة لجميع مستخدميهِ يُعلمهم فيها بعودة الموقع.
مما وردَ في الرسالة الإلكترونيّة:
واجه ديموس في آب/أغسطس من عام 2012 تحقيقًا جنائيًا في المكسيك، قبل أن يُطلق سراحه في النهاية في شباط/فبراير 2013. تسببت المشاكل القانونية ومشاكل أخرى تنظيميّة في انخفاض عدد زوار الموقع بشكلٍ كبيرٍ خلال العقد الثاني إلى أن قرَّر مدراء دمونويد في أوائل عام 2018 إعادة بناء موقع الويب ومحاولة استرجاع الزوار وباقي المستخدمين، إلا أن الخطّة توقَّفت في السابع عشر من أيلول/سبتمبر 2018 بعدما عُلم أن ديموس مؤسس الموقع قد تُوفيَّ في حادثٍ في آب/أغسطس من نفس العام. أعاد باقي مدراء الموقع في تمّوز/يوليو 2019 هيكلة دمونويد مطلقينه من جديدٍ بهدفِ استرجاع ما فقده من شعبية وزوار على مرّ السنوات الماضيّة.

## قضايا قانونية
وجد موقع سلايك دوت كوم (بالإنجليزية: Slyck.com)‏ في دراسةٍ أجراها عام 2007 اثنا عشر خطابًا يدعو مستخدمي موقع دمونويد للتوقف عن زيارة واستخدام الموقع. توقَّف الموقع في الخامس والعشرين من أيلول/سبتمبر 2007 كما توقَّف المنتدى الخاص به وتعطَّل نظام الموقع في تتبع وجلب روابط التورنت، قبل أن يعود للعمل في اليوم الموالي ثمَ عادت باقي خدماته تدريجيًا بعد أربعة أيامٍ تقريبًا. استمرَّ الموقع في مواجهة أعطاب تقنيّة ومشاكل تنظيمية فعاد للتعطّل وحتى التوقف على فتراتٍ متفرقة.
فُسّر سبب توقف الموقع على عدّة فتراتٍ في تلقّي مُلَّاك دمونويد رسالة من محامٍ لرابطة صناعة التسجيلات الكندية (بالإنجليزية: Canadian Recording Industry Association)‏ يُهدّدهم فيها باتخاذِ إجراءات قانونية ضدهم بسبب خرق حقوق نشر وتوزيع عددٍ من الملفات، وهو ما دفعَ الموقع إلى عرقلة زواره القادمين من عناوين بروتوكول إنترنت (أرقام آي بي) تتبعُ دولة كندا. لقد نهجَ موقع دمونويد إستراتيجية مماثلة لتلك التي اعتمد عليها موقع ايزوهنت وتورنت سباي في عرقلة الزوار القادمين من أرقام آي بي أمريكية لتجنّب شكاوى رابطة صناعة التسجيلات الأمريكية. لقد أعاد في الواقع دمونويد توجيه الزوار من عناوبن بروتوكول إنترنت كندية إلى صفحةٍ تشرحُ التهديدات القانونية، ومع ذلك فقد كان يُمكن للكنديين زيارة الموقع في ذلك الوقت باستخدامِ الشبكات الخاصّة الافتراضية (في بي إن) أو خدمات مماثلة.
توقف الموقع مرة أخرى في التاسع من تشرين الثاني/نوفمبر 2007 بسبب التهديدات القانونية لمزود الخدمة من رابطة صناعة التسجيلات الكندية، فوضَّح الموقع بالقول: «هددت رابطة صناعة التسجيلات الكندية الشركة التي تحتفظُ بخوادمنا بالملاحقة القانونيّة، ولهذا السبب فلا يُمكن الاحتفاظ بالموقع على الإنترنت. نأسف للإزعاج وشكراً لتفهمكم.» حُدثت صفحة الموقع بعد ستة أيامٍ حيث أُضيف لها رابطٌ ينقلُ مباشرة لمنتدى جديد لا علاقة له بخدمة مشاركة الملفات أو باقي الأشياء من هذا القبيل. نشرَ ديموس في التاسع والعشرين من تشرين الثاني/نوفمبر 2007 رسالة على المنتدى الجديد يشرحُ فيها ما حدث للموقع وما قرره أيضًا حيث كتب:
عاد الموقع للعملِ على الإنترنت في الحادي عشر من نيسان/أبريل 2008، حيث أعلنت الصفحة الرئيسية لدمونويد عن مدير جديد للموقع، وأنَّ المسؤول القديم (ديموس) غادر لأسباب شخصية.

## المشاكل التقنية

### توقف الموقع
عانى دمونويد من توقفٍ طويل الأمد في أواخر عام 2009 بسبب عطلٍ في الأجهزة، كما تعطَّل برنامجه لتعقب روابط ملفات التورنت في الرابع عشر من أيلول/سبتمبر من نفس العام بسببِ مشاكل انقطاع التيار الكهربائي عن الخوادم الرئيسيّة. عادَ برنامج تتبع الملفات للعمل بشكلٍ طبيعيّ إلى حدٍ كبيرٍ في الخامس من تشرين الثاني/نوفمبر، فيما عاد الموقع الرئيسي للعمل في الثالث عشر من كانون الأول/ديسمبر. نشر الموقع على صفحتهِ الشخصيّة بعد العودة إخطارًا يُفيد بـ: «قد نضطر إلى إغلاق كل شيء لإصلاح ومنع المزيد من الضرر ... قد يستغرقُ الأمر أيامًا حتى نتمكن إصلاح كل هذه الأعطاب.» نشر الموقع على صفحتهِ الرئيسيّة بعد فترة التوقف عدة إخطارات جديدة تُفيد بحالة دمونويد والتحديثات الجديدة التي تتعلق به كما نُشر إخطارٌ أخيرٌ يعد الزوار والمستخدمين بعودة الموقع كما كان في أقرب وقتٍ ممكن. عاد برنامج الموقع في تتبع الملفات والروابط للعمل بشكلٍ تدريجيّ في الرابع من تشرين الثاني/نوفمبر 2009 ثمَ استعاد عمله الطبيعي والمعتاد في السابع عشر من نفس الشهر لكنّ الموقع الرئيسي تأخَّرَ قليلًا حيث أُعيد تشغيله بالكامل حتى الثالث عشر من كانون الأول/ديسمبر 2009. عانى الموقع في السادس والعشرين من نيسان/أبريل 2010 من فترة توقف وحتى في الحالات التي عَمل فيها فقد كان بطيئًا جدًا وقليل الاستجابة. نُشرت رسالةٌ جديدةٌ على الصفحة الرئيسية للموقع تُفيد بأنَّ دمونويد تعرض لما يُعرف بهجماتِ الحرمان من الخدمة وهو ما تسبَّب في تعطله، حتى حظرَ الموقع مؤقتًا الزوار القادمين من أرقام آي بي تايوانية وصينية بعدما اشتبه في أنَّ الهجوم قد جاء من مستخدمين في الدولتين.
تعرض الموقع في الرابع والعشرون من تمّوز/يوليو 2012 لهجومٍ آخر من نوع هجمات الحرمان من الخدمة وهو ما تسبَّب في تعطُّل الموقع لفترة زمنية غير محددة. أنهى مزود الاستضافة كولو كال (بالإنجليزية: ColoCall)‏ في الأسبوعِ التالي عقدهُ مع دمونويد فيما أفادَ مصدرٌ لم يكشف عن اسمه في كولو كال أنَّ الشرطة الأوكرانية داهمت مزود الاستضافة وصادرت بيانات دمونويد. أصدرت وزارة الشؤون الداخلية في أوكرانيا في الوقتِ ذاته بيانًا أكّدت فيه أنها أنهت الشراكة بين شركة الاستضافة والموقع دون «تدخلٍ فعليّ» من الشرطة. بدأ الموقع في الثاني عشر من تشرين الثاني/نوفمبر 2012 في تطويرِ برنامجٍ جديدٍ لتتبع مواقع وملفات التورنت من هونغ كونغ لكنه لم يتتبع ملفاتٍ جديدة بل عمل على إعادة توزيع تلك القديمة في دمونويد. توقَّف البرنامج أو المُتَتبِّع الجديد في الخامس عشر من كانون الأول/ديسمبر 2012 حيث أصبح الوصول له في البداية صعبًا إلى أن أصبح غير ممكنٍ بالمرة بعدما تعطّلت الخوادم. بدأت باقي المواقع التابعة لدمونويد في تشرين الثاني/نوفمبر 2013 في إعادة توجيه زوارها إلى الموقع الأساسيّ دمونويد دوت كوم (بالإنجليزية: demonoid.com)‏ الذي عرض على صفحتهِ الرئيسيّة إخطارًا يُفيد بإمكانية عودة الموقع مع رسالةٍ جاء فيها: «سنعود قريبًا. يُرجى التحقق لاحقًا. شكرًا على زيارتكم!» مع رابطٍ للتبرع للموقع أو الخدمة بشكلٍ عام عن طريقِ عملة البيتكوين. ظهر في التاسع من كانون الثاني/يناير 2014 موقعٌ جديدٌ لتتبع روابط التورنت تحت النطاق إنفرنو دوت دمونويد دوت كوم (بالإنجليزية: inferno.demonoid.com)‏ وسُرعان ما أصبح أحد أكثر خمسة متتبعين لروابط التورنت على الإنترنت وذلك بفضل الخدمات التي كان يقدمها، ففي غضون ساعاتٍ قليلةٍ فقط كان الموقع قادرًا على خدمة 1.3 مليون شخص عبر تقديم روابط 388,321 ملف تورنت. عاد موقع دمونويد في آذار/مارس 2014 أي بعد 20 شهرًا من التوقف، حيثُ كان المستخدمون السابقون قادرون على الدخول لحساباتهم السابقة التي فتحوها قبل سنوات كما ظلَّت معظم الملفات القديمة مستضافة عليه، لكنه توقَّفَ عن العمل في تموز/يوليو 2018 وذلك بسبب عدّة مشاكل بما في ذلك مشاكل متعلقة بخدمات الاستضافة.

### تغييرات النطاق
قام دمونويد في الثاني من كانون الأول/ديسمبر 2010 بتغيير نطاقه من دوت كوم إلى عنوان دوت مي لتجنب مصادرتهِ من قِبل حكومة الولايات المتحدة. غيَّر الموقع في نيسان/أبريل 2012 نطاقه من جديدٍ من دوت مي إلى دوت بي آيتش فيما جعل النطاق السابق موقعًا تجريبيًا للمزايا الجديدة. عاد دمونويد في الخامس عشر من حزيران/يونيو 2012 إلى نطاقه السابق دوت مي ثم سُرعان ما عاد بعدها بأسبوعٍ لنطاق دوت بي آيتش. توقَّف الموقع لعامينِ تقريبًا وهي أطول مدة يتوقف فيها الموقع على الإطلاق. عاد دمونويد في التاسع والعشرين من آذار/مارس 2014 حيث استُضيف على مجموعة خوادمٍ لم يُعلَن عن مكانها ولا الشركة مالكة هذه الخوادم. قبل ذلك بعامٍ واحدٍ تقريبًا وبالضبطِ في السابع من أيّار/مايو 2013، ظهر موقع دي 2 (بالإنجليزية: d2)‏ وهو موقع ويب غير رسمي يستندُ إلى قواعد بيانات دمونويد مع مع استضافةٍ مقدمةٍ من خدمة رام نود (بالإنجليزية: RamNode)‏ التي تتخذُ من الولايات المتحدة مقرًا لها، ثمّ ظهر في تشرين الثاني/نوفمبر 2013 موقعٌ آخرٌ على شبكة الإنترنت يحمل شعار دمونويد ووجَّهت المواقع التابعة – سابقًا – لدمونويد زوارها للموقع الجديد ما يعني أنَّ كل هذه المواقع تحتَ إدارة المالك نفسه. صدرَ في السابع عشر من شباط/فبراير 2019 بيانٌ رسمي يفيد بفقدان ملكية موقع دمونويد دوت بي دابليو (بالإنجليزية: demonoid.pw)‏ ويدعو المستخدمين لتجنّب زيارته. افتتحَ الموقع في آب/أغسطس 2019 موقعًا جديدًا له على شبكة الإنترنت في النطاق دي نويد دوت تو (بالإنجليزية: dnoid.to)‏، ثمّ انتقل في الثاني من تشرين الثاني/نوفمبر 2019 إلى النطاق دمونويد دوت إيز (بالإنجليزية: demonoid.is)‏ وذلك لتفادي عمليات الاحتيال.

## دي تو
خلال فترة التوقف الأخيرة لموقع دمونويد، أُطلق في السابع من أيّار/مايو 2013 موقع ويب غير رسمي يعتمد على قواعد بيانات دمونويد. بدأ الموقع الجديد على النطاق دي تو دوت فو (بالإنجليزية: www.d2.vu)‏ مع استضافة مقدمة من شركة رام نود الأمريكية. أُثيرت الكثير من الأقاويل حول الموقع الجديد فخرجَ مسؤولو دي تو بتصريحٍ ورد فيه: «لم يُشارك أي مسؤول سابق [وهو يقصد هنا مسؤولي موقع دمونويد] في موقعنا الجديد ... هذا الموقع مستقل والهدف منه هو خدمة المجتمع.»
احتوى موقع دي تو على قواعد بيانات موقع دمونويد بما في ذلك حسابات المستخدمين والملفات والروابط المُستضافة والتي جاء بها من نسخة احتياطيّة لدمونويد الذي تمكَّن جميع مستخدميهِ المُسجَّلين سابقًا من تسجيل الدخول للموقع الجديد بشكل عادي وبدون مشاكل. لم يكن لدى دي تو منتديات للنقاش على عكسِ دمونويد، كما لم يعتمد على أدوات خاصّة في توفيرِ روابط ملفات التورنت وذلك لتقليل المخاطر القانونية. أنهت شركة رام نود مع كلّ هذه الإجراءات استضافتها لموقع دي تي الذي تعاقد مع شركةٍ أخرى في آب/أغسطس 2013 لاستضافة خوادمه في السويد. قبل أن يُغلق في الثلاثين من آذار/مارس 2014 عندما عاد دمونويد للعمل مرة أخرى.